# Never Say Die: The Pre-Album
Pour les articles homonymes, voir Never Say Die.
Albums de Big Shug
Who's Hard?
(2005)
Never Say Die: The Pre-Album est le premier album studio de Big Shug, sorti le 26 avril 2005. 
Cet album est un « pré-album » de Who's Hard?. Les titres présents sur cet opus sont des singles ou des morceaux extraits de disques d'autres artistes tels que Gang Starr, Guru ou encore Group Home.

## Liste des titres
| No  | Titre                                                         | Contient un (des) sample(s) de | Durée |
| --- | ------------------------------------------------------------- | ------------------------------ | ----- |
| 1.  | DJ Premier Intro                                              |                                | 1:04  |
| 2.  | The Way It Is                                                 |                                | 2:46  |
| 3.  | The Jig Is Up                                                 | They Get Down de Lloyd Price   | 1:52  |
| 4.  | Counter Punch (featuring Guru)                                |                                | 2:53  |
| 5.  | Who? (Got My Back)                                            |                                | 2:30  |
| 6.  | Premier Skit                                                  |                                | 1:17  |
| 7.  | We Gotta Get Up Freestyle                                     |                                | 2:43  |
| 8.  | Premier Skit                                                  |                                | 1:12  |
| 9.  | Crush                                                         |                                | 3:46  |
| 10. | Premier Skit                                                  |                                | 1:15  |
| 11. | The Militia (featuring Freddie Foxxx et Guru)                 |                                | 4:48  |
| 12. | The Militia Pt. 3 (Capture) (featuring Freddie Foxxx et Guru) |                                | 3:18  |
| 13. | Premier Skit                                                  |                                | 0:56  |
| 14. | Serious Rap Shit (featuring Group Home et Guru)               |                                | 3:19  |
| 15. | We Gangsta (featuring Singapore Cane et T-West)               |                                | 2:52  |
| 16. | Love or Hate (featuring Singapore Cane)                       |                                | 2:34  |
| 17. | Official (featuring Ed O.G et Scientific)                     | Flava in Ya Ear de Craig Mack  | 3:36  |
| 18. | Premier Skit                                                  |                                | 0:44  |
| 19. | Stay Out of My Face (featuring Guru et Hannibal Stax)         |                                | 2:43  |
| 20. | F.A.L.A. (featuring Gang Starr)                               |                                | 4:15  |
| 21. | Do What Pays Ya                                               |                                | 3:40  |
| 22. | Gangsta Luv (featuring Guru)                                  |                                | 3:05  |
| 23. | Premier Outro                                                 |                                | 1:06  |
| 24. | Treez                                                         | Didn't Cha Know d'Erykah Badu  | 2:33  |